# Cheironitis imitator
Cheironitis imitator är en skalbaggsart som beskrevs av Vladimir Balthasar 1963. Cheironitis imitator ingår i släktet Cheironitis och familjen bladhorningar. Inga underarter finns listade i Catalogue of Life.